# 印刷纸和书写纸
印刷纸和书写纸是專門用于報紙、杂志、目录、图书、筆記本、商业印刷、文具、复制和數碼印刷的纸张。截至2000年，印刷纸和书写纸约占总纸浆和纸张市场的1/3。 用于印刷纸和书写纸的纸浆主要來自於木材。

## 纸张标准
目前紙張尺寸的国际标准是ISO 216:2007，這一標準也適用於书写纸和某些类型的印刷纸。常見的A、B、C系列的紙張尺寸就出自這一標準。  不過并非所有国家或地区的紙張都遵循ISO 216標準。例如北美就用Letter、Legal、Junior Legal 以及 Ledger 或Tabloid等詞彙來表示紙張的尺寸。 
大多数类型的印刷纸也不遵循ISO 标准，不過這些印刷纸要具有一定的特性，例如要有油墨附着力、防水性等特性 。 
此外，美國國家標準協會也定义了自己的一套纸张尺寸標準，其中A尺寸是最小的紙張尺寸，E尺寸是最大的紙張尺寸。A尺寸和E尺寸的纸张的长宽比为 1:1.2941 和 1:1.5455。 